# Roquelaure
Roquelaure – miejscowość i gmina we Francji, w regionie Oksytania, w departamencie Gers.
Według danych na rok 1990 gminę zamieszkiwały 464 osoby, a gęstość zaludnienia wynosiła 22 osób/km² (wśród 3020 gmin regionu Midi-Pireneje Roquelaure plasuje się na 619. miejscu pod względem liczby ludności, natomiast pod względem powierzchni na miejscu 527.).